# Malou Fredén
Malou Monika Catherine Fredén, numera Malou Monika Catherine Westerberg, född 16 november 1943 i Hammarby församling, Uppland, är en svensk barn- och ungdomsskådespelare..

## Filmografi
- 1954 – Hjälpsamma herrn
- 1954 – Seger i mörker
- 1955 – Luffaren och Rasmus
- 1955 – Den glade skomakaren
- 1956 – Kulla-Gulla
- 1957 – Synnöve Solbakken